# Моја лепа госпођице
Моја лепа госпођице (енгл. My Fair Lady) је амерички хумористичко-драмски мјузикл филм из 1964. године, који је режирао Џорџ Кјукор на основу истоименог сценског мјузикла Лернера и Лоуа, који је и сам заснован на представи Пигмалион Џорџа Бернард Шоа. Филм прати Елајзу Дулитл, сиромашну цвећарку са јаким Кокни нагласком, која чује арогантног професора фонетике, Хенрија Хигинса, како се нехајно клади да би могао да је научи да говори „исправан” енглески, чиме би је увео у високо друштво едвардијанског Лондона.
Главне улоге тумаче Одри Хепберн као Елајза Дулитл и Рекс Харисон као Хенри Хигинс, док су у споредним улогама Стенли Холовеј, Вилфрид Хајд-Вајт, Гледис Купер и Џереми Брет. Филм је остварио критички и комерцијални успех, поставши други филм са највећом зарадом 1964. године, и освојио је осам Оскара, укључујући оне за најбољи филм, најбољег глумца и најбољу режију. Године 1998, Амерички филмски институт сместио га је на 91. место своје листе најбољих америчких филмова. Године 2006, нашао се на осмом месту листе најбољих филмских мјузикла Америчког филмског института.
Године 2018, Конгресна библиотека је одабрала овај филм за чување у Националном регистру филмова Сједињених Држава због „културног, историјског или естетског значаја”.

## Радња
У едвардијанском Лондону, професор Хенри Хигинс, професор фонетике, верује да нагласак и тон гласа одређују успех особе у друштву. На пијаци у Ковент Гардену једне вечери упознаје пуковника Хјуа Пикеринга, стручњака за фонетику који је дошао из Индије да га види. Хигинс се хвали да би могао научити чак и Елајзу Дулитл, младу продавачицу цвећа са јаким Кокни нагласком, да говори тако добро да би могао да је представи као војвоткињу на балу у амбасади. Елајза жели да ради у цвећари, али њен нагласак јој то онемогућава. Следећег јутра, Елајза се појављује у Хигинсовом дому тражећи да је подучава. Пикеринг је заинтригиран и нуди да покрије све пратеће трошкове ако Хигинс успе. Хигинс пристаје, а потом описује како жене уништавају животе.
Елајзин отац, Алфред П. Дулитл, ђубретар, сазнаје за ново пребивалиште своје ћерке. Појављује се у Хигинсовој кући три дана касније, наводно да би заштитио врлину своје ћерке, али у стварности да би извукао нешто новца од Хигинса, и поткупљен је са 5 фунти. Хигинс је импресиониран човековом искреношћу, његовим природним даром за језик, а посебно његовим дрским недостатком морала. Хигинс препоручује Алфреда богатом Американцу који је заинтересован за моралне вредности.
Елајза трпи Хигинсове захтевне методе подучавања и његов оштар третман према њој лично, док су слуге изнервиране буком, али им је и жао Хигинса. Она не напредује, али баш кад се Хигинс и Пикеринг спремају да одустану, Елајза коначна успева; одмах почиње да говори са беспрекорним нагласком више класе и пресрећна је због овога.
Да би је ставио на пробу, Хигинс је води на тркалиште Аскот, где у почетку оставља добар утисак, али шокира присутне изненадним преласком на вулгарни Кокни нагласак током бодрења коња. Хигинс делимично прикрива осмех својим рукама. У Аскоту упознаје Фредија Ајнсфорда-Хила, младића из више класе који се заљубљује у њу.
Хигинс затим води Елајзу на бал у амбасади као последњи тест, где она плеше са страним принцом. На балу је присутан и Золтан Карпати, мађарски стручњак за фонетику којег је обучавао Хигинс, који може да препозна преваранте. Након што заплеше са Елајзом, изјављује да је уверен да је она мађарска принцеза.
После тога, Елајзин напоран рад је једва признат, а све похвале иду Хигинсу. Ово и његово бешћутно поступање према њој, посебно његова равнодушност према њеној будућности, натерају је да га напусти, али не пре него што баци папуче на њега, остављајући га збуњеним њеном незахвалношћу. Напољу, Фреди још увек чека, али Елајзу иритира његово константно причање. Елајза покушава да се врати свом старом животу, али открива да се више не уклапа. Она налази свог оца, коме је богати Американац, коме га је Хигинс препоручио, оставио велико богатство, и који је пристао на брак са Елајзином маћехом. Алфред сматра да га је Хигинс упропастио, јадикујући да је сада присиљен на „морал средње класе”, након чега се опија пред дан венчања. Елајза на крају посећује Хигинсову мајку, која је огорчена због бешћутног понашања свог сина.
Следећег дана, Хигинс открива да је Елајза нестала и тражи је, на крају је проналазећи у кући своје мајке. Хигинс покушава да је наговори да му се врати. Он се наљути када она објави да ће се удати за Фредија и постати Карпатијева помоћница. Он се враћа кући, тврдоглаво говорећи да ће се она вратити пузећи. Међутим, он долази до узнемирујуће спознаје да је она постала важан део његовог живота. Улази у кућу осећајући се усамљено, он размишља о свом бешћутном понашању и схвата да му Елајза толико недостаје да укључује грамофон и слуша њен глас. Изненада, Елајза се поново појављује на вратима и искључује грамофон да би привукла његову пажњу. Хигинс је пита: „Елајза, где су дођавола моје папуче?”

## Улоге
| Глумац            | Улога                 |
| ----------------- | --------------------- |
| Одри Хепберн      | Елајза Дулитл         |
| Рекс Харисон      | професор Хенри Хигинс |
| Стенли Холовеј    | Алфред П. Дулитл      |
| Вилфрид Хајд-Вајт | пуковник Хју Пикеринг |
| Гледис Купер      | госпођа Хигинс        |
| Џереми Брет       | Фреди Ајнсфорд-Хил    |
| Теодор Бикел      | Золтан Карпати        |
| Мона Вошборн      | госпођа Пирс          |
| Изобел Елсом      | госпођа Ајнсфорд-Хил  |